# Дуе Албере-Руца-Цанела (Падова)
Дуе Албере-Руца-Цанела је насеље у Италији у округу Падова, региону Венето.
Према процени из 2011. у насељу је живело 196 становника. Насеље се налази на надморској висини од 32 м.